# Symphytum cordatum
Symphytum cordatum är en strävbladig växtart som beskrevs av Franz de Paula Adam von Waldstein-Wartemberg och Kit. Symphytum cordatum ingår i släktet vallörter, och familjen strävbladiga växter. Inga underarter finns listade i Catalogue of Life.

## Bildgalleri

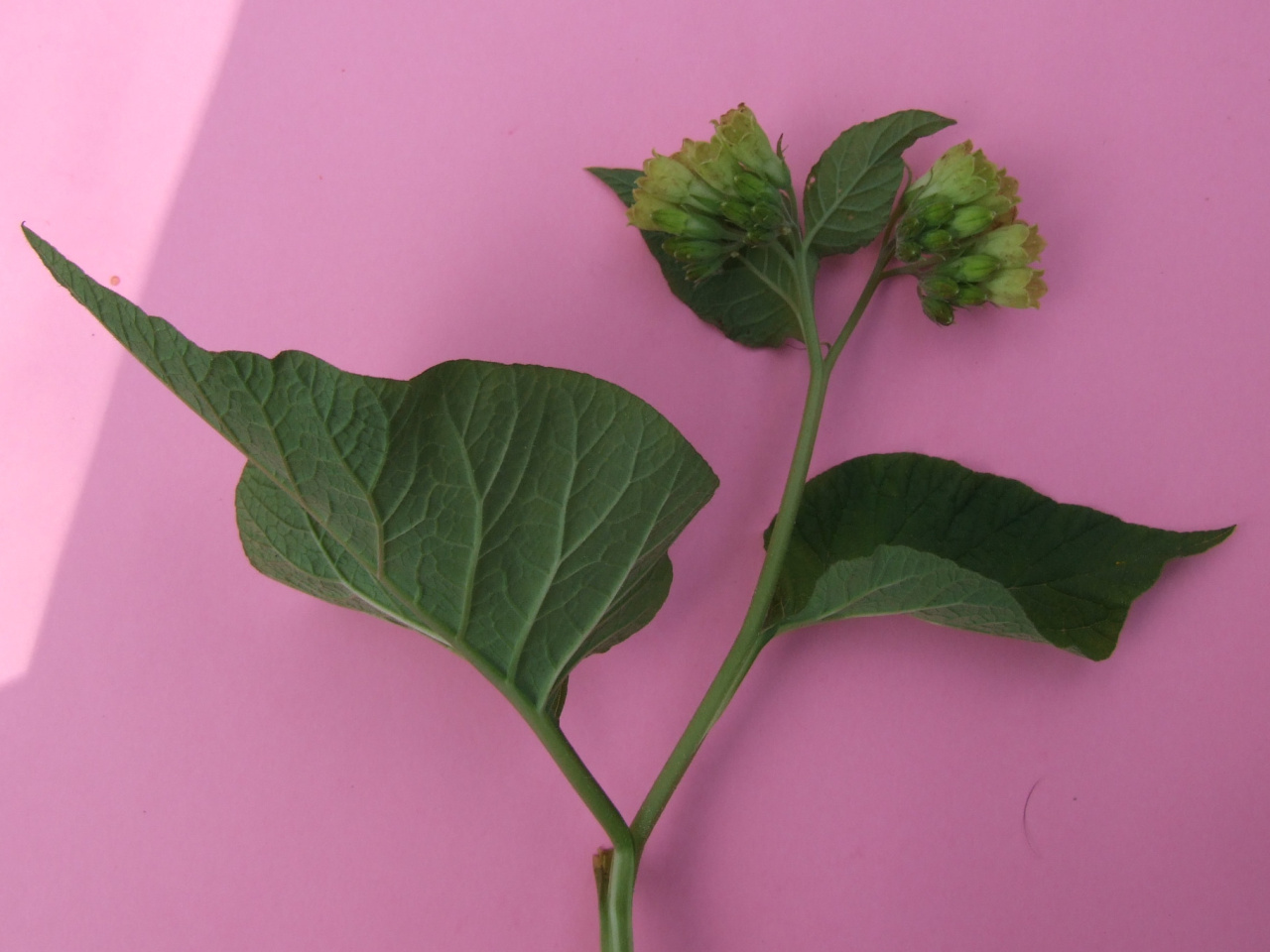